# Lungwebungu
Lungwebungu är ett vattendrag i Angola, på gränsen till Zambia. Det ligger i den östra delen av landet, 1 200 kilometer sydost om huvudstaden Luanda.
Omgivningarna runt Lungwebungu är huvudsakligen savann. Runt Lungwebungu är det mycket glesbefolkat, med 4 invånare per kvadratkilometer.